# Hoplosaenidea parvicollis
Hoplosaenidea parvicollis es una especie de insecto coleóptero de la familia Chrysomelidae.
Fue descrita científicamente en 1894 por Jacoby.